# توني بارنهارت
توني بارنهارت (بالإنجليزية: Tony Barnhart)‏ هو صحفي أمريكي، ولد في 1953.